# كابتن تسوباسا (لعبة فيديو 1994)
كابتن تسوباسا (باليابانية: キャプテン翼)، هي لعبة فيديو يابانية من نوع لعبة المحاكاة لكرة القدم، وهي من تطوير ونشر شركة تيكمو، صدرت اللعبة في الأسواق اليابانية عام 1994، وتعمل حصراً لمنصة سيجا سي دي.